# Plikatol B
Plikatol B je jedan od tri fenantrena koji se mogu izolovati iz stabljika orhideja Flickingeria fimbriata. On se isto tako može izolovati iz Dendrobium densiflorum, D. loddigesii, D. moschatum, D. rotundatum i Bulbophyllum kwangtungense